# Odysee
Odysee е американска децентрализирана платформа за видео споделяне, изградена върху блокчейна LBRY. Позиционира се като алтернатива на основните сайтове за видео споделяне (като „Ютюб“), но с акцент върху свободата на словото и децентрализацията.
Платформата позволява на потребителите да качват, споделят и осигуряват приходи от видеоклипове чрез криптовалута, като същевременно поддържа постоянство на съдържанието чрез еднорангова мрежа.

## История
Сайтът е основан през 2020 г. от Джулиан Чандра. През юни 2024 г. той е придобит от Forward Research. Придобиването му се случва, след като бившата компания майка на Odysee – LBRY, губи дело от Комисията за ценни книжа и борси на САЩ през юли 2023 г.